# Sokasari
Sokasari is een bestuurslaag in het regentschap Tegal van de provincie Midden-Java, Indonesië. Sokasari telt 4092 inwoners (volkstelling 2010).